# Red Hat
Red Hat (expresie engleză cu traducerea Pălăria roșie), mai exact Red Hat Software, este o companie americană.
În martie 1993, Bob Young și-a părăsit slujba zilnică și s-a închis în dulapul soției sale, înființând firma ACC Corporation ce avea ca domeniu de activitate, printre altele, vânzarea de software liber și publicarea de știri din domeniu (newsletters): New York Unix și, mai târziu, Linux Journal. În acea perioadă Bob vindea deja distribuții de Linux, Yggdrasil, InfoMagic și, după acestea, Slackware Pro.
În 1994 Marc Ewing a produs pentru prima oară o distributie de Linux numită Red Hat Linux (legenda spune că numele îi vine de la primul lucru interesant pe care l-a zărit prin cameră atunci când căuta un nume: o pălărie roșie atârnată în cuier), apărută prin octombrie 1993 (numită de aceea și „ediția de Halloween”). 
În 1995 Bob Young se asociază cu Marc Ewing, cumpărându-i afacerea și transformându-și compania în Red Hat Software. Este lansat Red Hat Linux 2.0, care includea un sistem de gestiune a pachetelor de programe RPM - RedHat Package Manager, ușor de folosit, instalat și configurat chiar și de către începători.